# Plena Ilustrita Vortaro de Esperanto

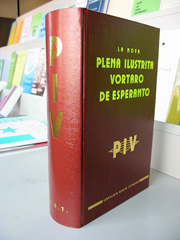
La Nova Plena Ilustrita Vortaro, edición 2002.

Plena Ilustrita Vortaro de Esperanto (Diccionario completo ilustrado de esperanto, abreviado como PIV) es un diccionario monolingüe del idioma esperanto. Editado por primera vez en 1970 por un amplio equipo de lingüistas y especialistas del idioma bajo el liderazgo de Gaston Waringhien y publicado por la asociación Sennacieca Asocio Tutmonda (Asociación Anacional Mundial, SAT).
Es uno de los diccionarios más reconocidos en este idioma, al nivel del Diccionario de la Real Academia Española para el español o el Duden del alemán.

## Historia
El antecedente es el Plena Vortaro de Esperanto (Diccionario completo de esperanto con suplemento), aunque este no incluía nombres propios, geográficos y muchos términos técnicos, científicos y literarios. Constaba de unas 511 páginas el diccionario y 63 el suplemento, y se ha reeditado hasta una décima vez en el año 1987.

### Primera edición

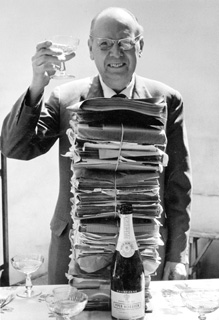
Waringhien y el Plena Ilustrita Vortaro de Esperanto

Tras veinte años de trabajo la primera edición del PIV se presenta en 1970, y se convirtió de inmediato en el diccionario de referencia del Esperanto, a pesar de su carácter no oficial. Incluye unas 15.200 palabras y 39.400 unidades léxicas.
Sin embargo, también se le criticó por su excesiva influencia del francés y algunas opiniones propias del grupo de editores original. Además, sus escasas y a menudo desfasadas ilustraciones se encontraban sólo como un apéndice.
El orden alfabético se establecía a partir de las raíces de la lengua, no de cada palabra. Por ejemplo la palabra aldoni, no está en clasificación dentro de la letra A, sino en la D, debajo de don-, doni.

### Suplemento de 1987
La última modificación en papel de la versión original será la 4ª, junto a un suplemento extra, con el visto bueno de Gaston Waringhien y Roland Levreaud en 1987. Cubre de manera complementaria aproximadamente un millar de palabras y unas 1.300 unidades léxicas más.

### Edición de 2002
En 1990 y por un equipo coordinado por Michel Duc-Goninaz se empezó de nuevo a revisar el diccionario. Doce años después finalmente apareció una nueva edición revisada bajo el título de La Nova Plena Ilustrita Vortaro de Esperanto, popularmente como el nuevo PIV, PIV2, PIV2002, etc. PIV2 incluye 16.780 palabras y 46.890 unidades léxicas. Las ilustraciones ya se encuentran en el texto, no como apéndice.
Se presentó por primera vez en el congreso del SAT en Alicante, en julio del mismo año. En 2004 se acabó la tirada inicial de 2000 ejemplares.
En marzo de 2005 se presentó una segunda edición menor de PIV2 con algunas correcciones y modificaciones, en un total de 1265 páginas.